# Prêmio Platino de Melhor Atriz
O Prêmio Platino de Melhor Atriz é uma das categorias dos Prêmios Platino de Cinema Ibero-Americano entregue anualmente desde 2014 pela Entidad de Gestión de Derechos Audiovisuales (EGEDA), da Espanha, e pela Federação Ibero-Americana de Produtores Cinematográficos e Audiovisuais (FIPCA).
O prêmio foi concedido pela primeira vez em 2014 à atriz chilena Paulina García por seu papel como Gloria Cumplido em Gloria. Até a 7ª edição, em 2020, as atuações coadjuvantes femininas eram incluídas nesta categoria. Em 2021 foi criada a categoria de Melhor Atriz Coadjuvante.
A Espanha detém o recorde de maior número de vitórias na categoria, com três dos oito vencedores sendo atrizes espanholas, seguida pela Argentina, Brasil e Chile, cada um com duas vitórias.>

## Vencedores

### Década de 2010
| Ano  | Vencedora e indicadas | Filme                                | Personagem                   |
| ---- | --------------------- | ------------------------------------ | ---------------------------- |
| 2014 | Paulina García        | Gloria                               | Gloria Cumplido              |
| 2014 | Karen Martínez        | La jaula de oro                      | Sara                         |
| 2014 | Laura de la Uz        | La película de Ana                   | Ana                          |
| 2014 | Marian Álvarez        | La herida                            | Ana                          |
| 2014 | Nashla Bogaert        | ¿Quien manda?                        | Natalie                      |
| 2014 | Natalia Oreiro        | O Médico Alemão                      | Eva                          |
| 2015 | Érica Rivas           | Relatos salvajes                     | Romina                       |
| 2015 | Geraldine Chaplin     | Dólares de Arena                     | Anne                         |
| 2015 | Laura de la Uz        | Vestido de novia                     | Rosa Elena                   |
| 2015 | Leandra Leal          | O Lobo atrás da Porta                | Rosa                         |
| 2015 | Paulina García        | Las analfabetas                      | Ximena                       |
| 2015 | Samantha Castillo     | Pelo malo                            | Marta                        |
| 2016 | Dolores Fonzi         | Paulina                              | Paulina                      |
| 2016 | Antonia Zegers        | O clube                              | madre Mónica                 |
| 2016 | Elena Anaya           | La memoria del agua                  | Amanda                       |
| 2016 | Inma Cuesta           | La novia                             | a Noiva                      |
| 2016 | Penélope Cruz         | Ma ma                                | Magda                        |
| 2017 | Sônia Braga           | Aquarius                             | Dona Clara                   |
| 2017 | Angie Cepeda          | La semilla del silencio              | María del Rosario Durán      |
| 2017 | Emma Suárez           | Julieta                              | Julieta Arcos                |
| 2017 | Juana Acosta          | Anna                                 | Anna                         |
| 2017 | Natalia Oreiro        | Gilda, no me arrepiento de este amor | Gilda                        |
| 2018 | Daniela Vega          | Una mujer fantástica                 | Marina Vidal                 |
| 2018 | Sofía Gala            | Alanis                               | Alanis                       |
| 2018 | Emma Suárez           | Las hijas de abril                   | Abril                        |
| 2018 | Maribel Verdú         | Abracadabra                          | Carmen                       |
| 2018 | Antonia Zegers        | Los perros                           | Mariana                      |
| 2019 | Ana Brun              | Las herederas                        | Chela                        |
| 2019 | Yalitza Aparicio      | Roma                                 | Cleodegaria "Cleo" Gutiérrez |
| 2019 | Marina de Tavira      | Roma                                 | Sofía                        |
| 2019 | Penélope Cruz         | Todos lo saben                       | Laura                        |

### Década de 2020
| Ano  | Vencedora e indicadas | Filme                          | Personagem                 |
| ---- | --------------------- | ------------------------------ | -------------------------- |
| 2020 | Carol Duarte          | A Vida Invisível               | Eurídice Gusmão            |
| 2020 | Graciela Borges       | El cuento de las comadrejas    | Mara Ordaz                 |
| 2020 | Belén Cuesta          | La trinchera infinita          | Rosa                       |
| 2020 | Ilse Salas            | Las niñas bien                 | Sofía                      |
| 2021 | Candela Peña          | La boda de Rosa                | Rosa                       |
| 2021 | María Mercedes        | La Llorona                     | Alma                       |
| 2021 | Regina Casé           | Três Verões                    | Madalena dos Santos Marins |
| 2021 | Valeria Lois          | Las siamesas                   | Stella                     |
| 2022 | Blanca Portillo       | Maixabe                        | Maixabel Lasa              |
| 2022 | Penélope Cruz         | Madres paralelas               | Janis Martínez Moreno      |
| 2022 | Ángela Molina         | Charlotte                      | Charlotte                  |
| 2022 | Ilse Salas            | Plaza Catedral                 | Alicia                     |
| 2023 | Laia Costa            | Cinco lobitos                  | Amaia                      |
| 2023 | Aline Küppenheim      | 1976                           | Carmen                     |
| 2023 | Antonia Zegers        | El castigo                     | Ana                        |
| 2023 | Laura Galán           | Cerdita                        | Sara                       |
| 2023 | Magnolia Núñez        | Carajita                       | Yarisa                     |
| 2024 | Laia Costa            | Un Amor                        | Nat                        |
| 2024 | Carolina Yuste        | Saben Aquell                   | Conchita                   |
| 2024 | Dolores Fonzi         | Blondi                         | Blondi                     |
| 2024 | Lola Amores           | La Mujer Salvaje               | Yolanda                    |
| 2024 | Malena Alterio        | Que Nadie Duerma               | Lucía                      |
| 2025 | Fernanda Torres       | Ainda Estou Aqui               | Eunice Paiva               |
| 2025 | Carolina Yuste        | La Infiltrada                  | Aránzazu Berradre Marín    |
| 2025 | Sol Carballo          | Memorias de Un Cuerpo Que Arde | A Mulher                   |
| 2025 | Úrsula Corberó        | El Jockey                      | Abril                      |